# Малазгирт
Малазгирт (на турски: Malazgirt, стари имена Manzikert, Манзикерт и Malâzgird, Малязгирд) е град в Източна Турция, вилает Муш. Население 23 697 жители от преброяването през 2000 г. През 1071 г. край стените на града се е провела едноименната битка, в която селджукските турци нанасят катастрофално поражение на византийските войски. В битката двете армии използват различни техники на воюване. Византийците разполагат основно с пехота и тежка кавалерия от катафракти, а селджуките разполагат с лека кавалерия от конни стрелци. В битката е пленен и самият византийски император Роман IV Диоген.